# 銀河英雄伝説の登場人物
本項では田中芳樹のSF小説『銀河英雄伝説』及びそれを原作とする翻案作品の登場人物について解説する。なお、登場人物が多数であるため各所属勢力ごとにさらに記事を分割し、この記事では記事の総覧及び凡例を記載する。

## 凡例
銀河英雄伝説の関連記事における凡例を以下に示す。
- 特に断りがない場合、肩書や役職は初登場時あるいは本格的に登場した時のもの。
- 姓が途中で変わったキャラクターは作中での頻度や期間がもっとも多い呼称とする。

### 版元の記載方法
以下、版についての情報は下記のルールに基づく。
- 原作：田中芳樹による小説。本伝と外伝を含む。
  - 本伝：原作の本編1-10巻。
  - 外伝：原作の外伝。外伝長編4作以外に『黄金の翼』と、短編『白銀の谷』『汚名』『朝の夢、夜の歌』『ダゴン星域会戦記』を含む。『叛乱者』などOVAオリジナルの外伝は含まない。
- OVA版：石黒昇が総監督を務めた1988年-2000年のアニメシリーズ。劇場版も含む。また、原作外伝をアニメ化したものもここに含む。
  - 劇場版：『わが征くは星の大海』『新たなる戦いの序曲』。ノイエ版との混同を避けるため、題名も付記する。
  - OVA外伝：原作外伝分のシリーズ。下記オリジナル3作品も含む。
  - OVAオリジナル外伝：OVAオリジナルエピソードとして公開された外伝シリーズ。『叛乱者』『決闘者』『奪還者』の3作品。
- 道原版：道原かつみによるコミック版。
- 鴨下版：鴨下幸久によるコミック版（『白銀の谷』）。
- 藤崎版：藤崎竜によるコミック版。
- ノイエ版：Production I.G製作の『銀河英雄伝説 Die Neue These』。
- 舞台版：2011年から上演されている演劇版。下記の宝塚版を除く。
  - ノイエ舞台版：2018年からノイエ版公開に合わせ上演されている演劇版。
- 宝塚版：2012年から宝塚歌劇団で上演された演劇版（銀河英雄伝説@TAKARAZUKA）。
- 列伝：2020年に発行された田中芳樹監修の公式トリビュート集。

その他、必要に応じて具体的なタイトルや話数を挙げる。

### 声優などの簡易記述
声優については以下のルールに基づき、登場シリーズ、登場話の情報を付加する。
- 旧 - OVA版（石黒版）のレギュラーキャラクター。ただし、途中で演者変更があった場合は別途記載。
  - 旧+数字：OVAアニメ本編（1-110話）での登場話数。端役や数話限りのゲストキャラクター等の場合に記載。
  - 我：わが征くは星の大海
  - 新：新たなる戦いの序曲
  - 黄：黄金の翼
  - 白：白銀の谷
  - 汚：汚名
  - 朝：朝の夢、夜の歌
  - 千：千億の星、千億の光
  - 螺：螺旋迷宮
  - 叛：叛乱者
  - 決：決闘者
  - 奪：奪還者
  - 三：第三次ティアマト会戦
- オーディオブック
  - ユ：ユリアンのイゼルローン日記
  - ダ：ダゴン星域会戦記
  - オ黄：黄金の翼
- D：Die Neue These

## 登場人物の総覧

### 銀河帝国
以下の人物は、個別記事を参照。（太字は通称）
- ラインハルト・フォン・ローエングラム
- ジークフリード・キルヒアイス
- アンネローゼ・フォン・グリューネワルト
- ヒルデガルド（ヒルダ）・フォン・マリーンドルフ
- ウォルフガング・ミッターマイヤー
- パウル・フォン・オーベルシュタイン
- オスカー・フォン・ロイエンタール
- ナイトハルト・ミュラー
- フリッツ・ヨーゼフ・ビッテンフェルト
- コルネリアス・ルッツ
- アウグスト・ザムエル・ワーレン
- ウルリッヒ・ケスラー
- エルネスト・メックリンガー
- カール・グスタフ・ケンプ
- カール・ロベルト・シュタインメッツ
- エルンスト・フォン・アイゼナッハ
- アーダルベルト・フォン・ファーレンハイト
- ヘルムート・レンネンカンプ

### 自由惑星同盟
以下の人物は、個別記事を参照。（太字は通称）
- ヤン・ウェンリー
- ユリアン・ミンツ
- フレデリカ・グリーンヒル
- ワルター・フォン・シェーンコップ
- アレックス・キャゼルヌ
- オリビエ・ポプラン
- ダスティ・アッテンボロー
- ウィリバルト・ヨアヒム・フォン・メルカッツ
- アレクサンドル・ビュコック
- ヨブ・トリューニヒト

### 第三勢力・その他
- 銀河英雄伝説の登場人物・その他 - フェザーン及び地球教など第三勢力の人物一覧
- 銀河英雄伝説の歴史上の人物 - 帝国建国期やダゴン星域会戦など、本編開始よりはるか以前のエピソードの人物の一覧